# Cobblestone Path

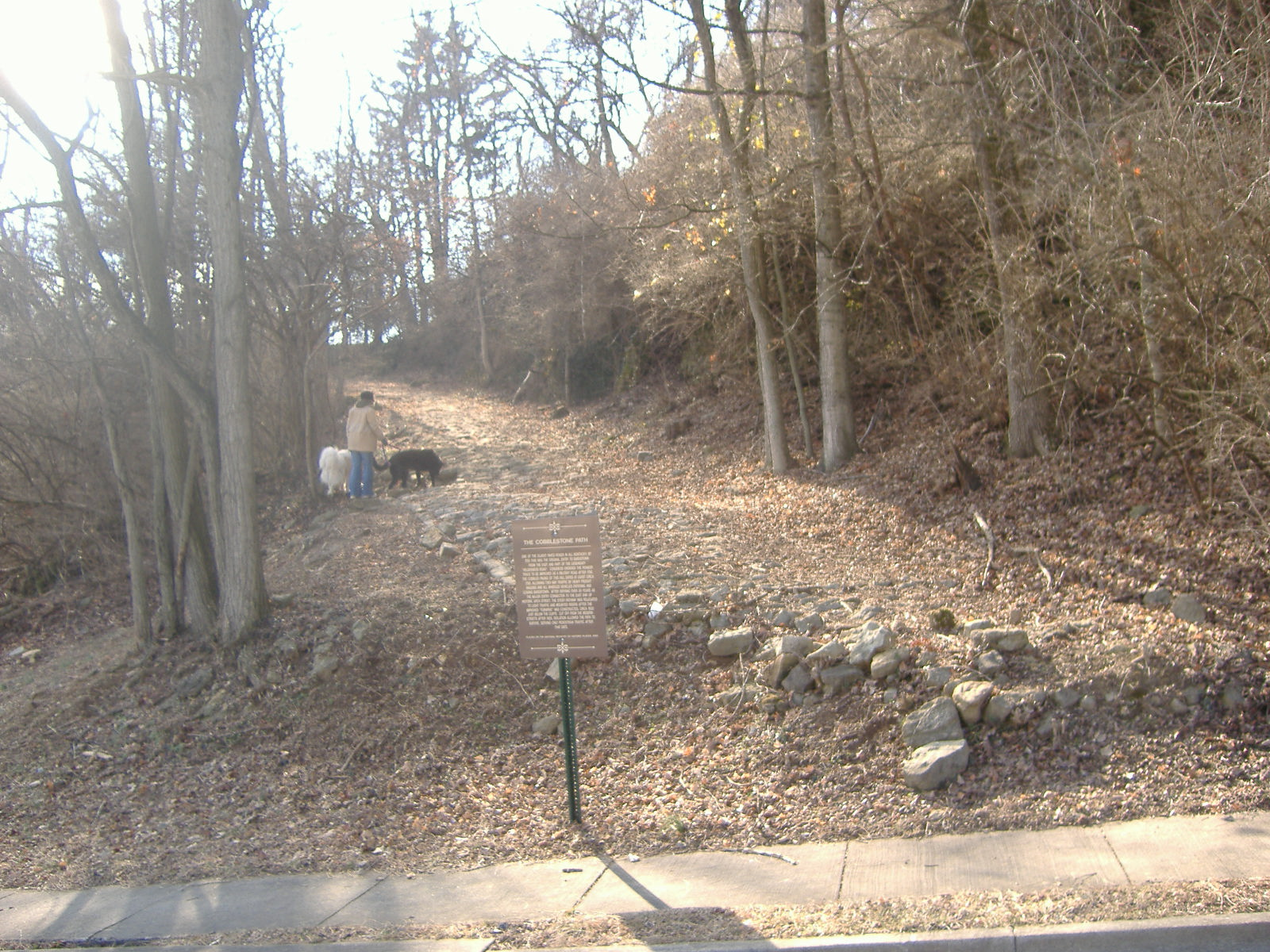
Blick auf den Cobblestone Path

Der Cobblestone Path ist ein historischer Weg in Bardstown, Kentucky, der an der östlichen Seite des Bardstown Historic District entlangführt. Ursprünglich länger als heute, ist aufgrund verschiedener späterer Baumaßnahmen seine Existenz heute auf den Abschnitt zwischen der Flaget Avenue und dem Broadway der Stadt begrenzt und liegt direkt gegenüber dem Civil War Museum. Weil der Weg immer Teil des Straßensystems der Stadt war, gehört er auch heute der City of Bardstown. Er wird nur noch durch Fußgänger genutzt.
Der Cobblestone Path wurde 1785 erbaut. Alle nicht Gottesdienste leistenden Männer aus Bardstown zwischen 16 und 50 Jahren mussten sich beim Bau dieser oder anderer Straßen der Stadt beteiligen oder 1,25 US-Dollar Abstand für jeden Tag zahlen, an denen sie an der zugewiesenen Arbeit nicht teilnahmen. Von 1785 bis 1825 diente der Weg als Hauptzugang nach Bardstown und zur Wilderness Road. Aufgrund dieser Bedeutung finanzierten Kentucky und der Kongress der Vereinigten Staaten die vor 1800 gemachten Verbesserungen. Für eine kurze Zeit war der Weg Teil des Louisville and Nashville Turnpike. Als die Landstraßen nach Bloomfield und Springfield gebaut wurden, reduzierte sich der Verkehr auf dem Cobblestone Path auf Fußgänger und Reiter.

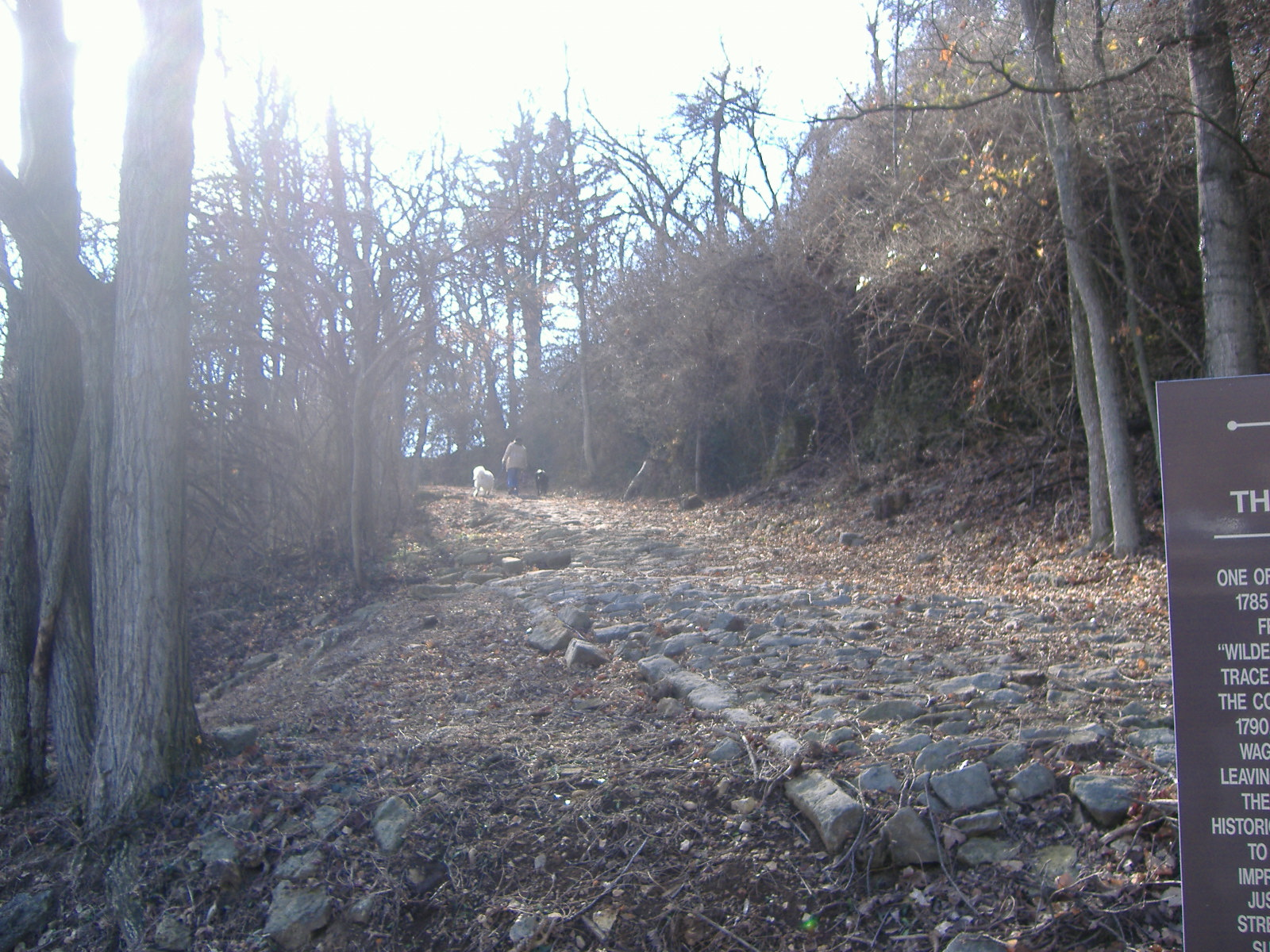
Detailansicht

Der Cobblestone Path liegt an einem Steilhang, der durch den Canyon des Stewart’s Creek Towne Branch gebildet wird – am anderen Ufer befindet sich der My Old Kentucky Home State Park. Heute hat der Pfad eine Länge von 350 Fuß (rund 107 Meter) und seine Breite variiert zwischen knapp 4 m und 8,5 m. Die Dolomit-Kalkstein-Blöcke, die zum Pflastern des Weges genutzt wurden, sind nicht einheitlich geformt; ihre Stärke reicht von 15 bis zu 25 cm. Natürlicher Steinschlag und sogar ein Kalksteinfindling liegen neben dem Weg. Der obere Abschnitt war zwischen den 1870er Jahren und 1900 ein beliebter Ort für ein Picknick und erhielt im Laufe der Zeit den Namen Lovers Leap. Etwa zehn Meter unterhalb dieser Stelle befindet sich eine trockene Höhle, die kaum zugänglich ist.
Bodenerosion ist seit Bestehen des Weges eine Bedrohung für dessen Bestand, im unteren Bereich sind nur wenige der Steine an ihrem Platz erhalten. Während der 1920er und 1930er Jahre pflanzte die ortsansässige Mrs. Ernest Fulton viele Pflanzen entlang des Pfades, um der Erosion entgegenzuwirken. Mit den von ihr reichhaltig angepflanzten Heckenkirschen, Immergrünen Pflanzen, Narzissen und dem natürlichen Dickicht, Kletterpflanzen und heimischen Harthölzern stellt der Pfad praktisch eine Art Gang durch das Unterholz dar.

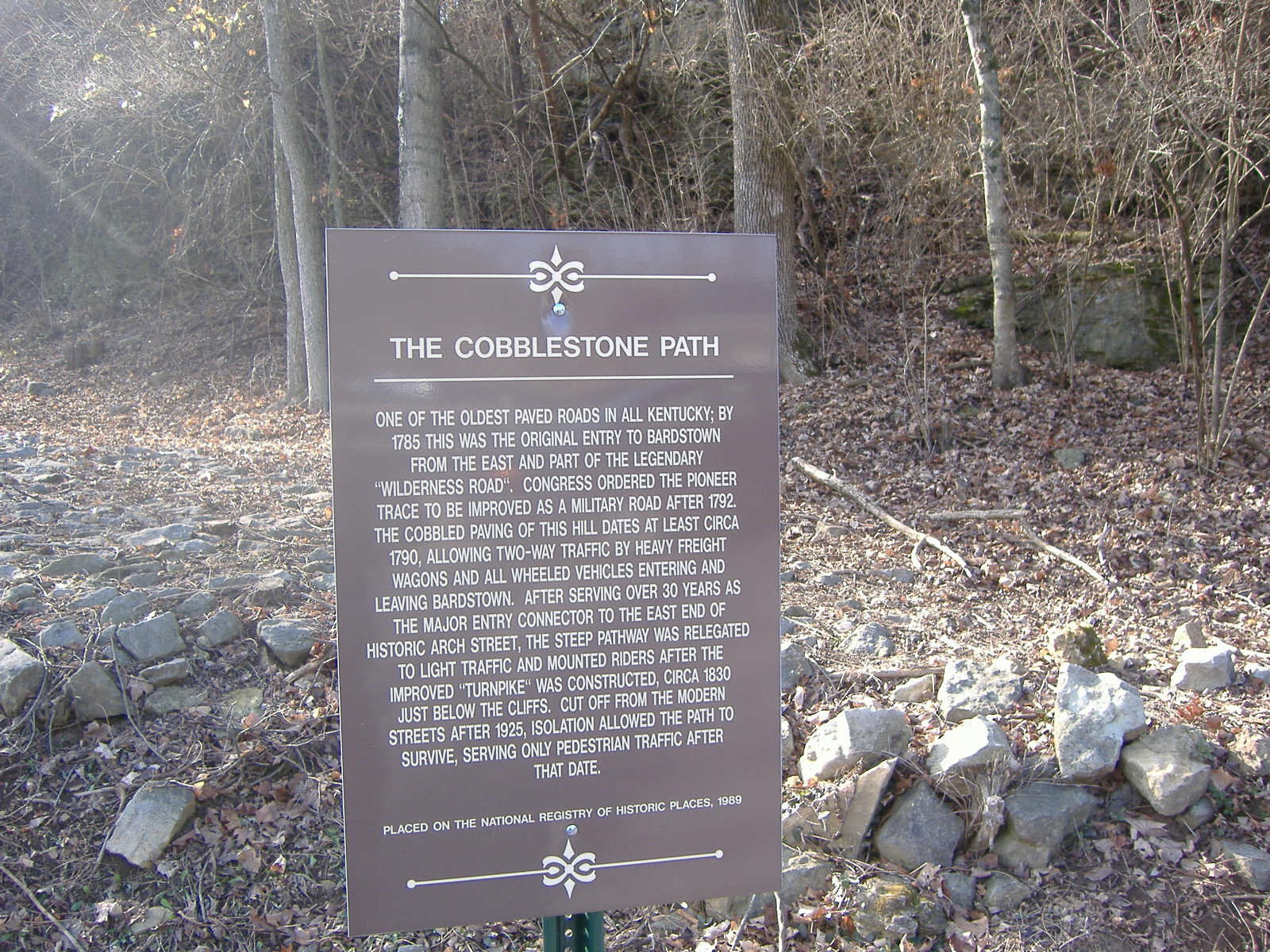
NRHP-Tafel des National Park Service.

Am 16. November 1989 wurde der Cobblestone Path wegen seiner Bedeutung bezüglich der Geschichte des Verkehrswesens in Kentucky als Struktur dem National Register of Historic Places hinzugefügt.